# 勝田台北
勝田台北（かつただいきた）は、千葉県八千代市の町名。現行行政地名は勝田台北一丁目から三丁目。郵便番号は276-0020。

## 地理
八千代市東部に位置し、京成電鉄本線勝田台駅北側一帯にあたる。佐倉市との市境に当たり、東は上高野・佐倉市井野、西は下市場、南は勝田台・勝田台南、北は村上南・村上と接する。

勝田台北一丁目が約15.7ha、二丁目が約12.8ha、三丁目が約9.7haの全域約38.2haの町域となっており、町域内は、勝田台駅周辺に商業ビル等がある他は、マンション・アパートがところどころ混在する戸建中心の住宅地となっており、一丁目の南に隣接して京成本線勝田台駅、三丁目に東葉高速鉄道東葉勝田台駅がある他、一丁目を東西に国道296号（成田街道）が通っている。

## 歴史
町域はかつて千葉郡勝田村（大字勝田）、印旛郡村上村（大字村上）、下市場村（大字下市場）、上高野村（大字上高野）の各一部に跨る農村部であり、旧村上に位置する町域の西端に下市場より連なる人家が僅かにある他は成田街道とそこより枝分かれする道がいくつかあるのみの樹林地帯となっていた。大正時代に入ると西部に人家がわずかに増え、南端に京成本線が開通するが、町域や隣接する地域に駅は設置されなかった為に市街化は進まなかった。昭和30年代になると成田街道沿いに再び人家が増え始め、成田街道より北へ幹線道路が開通したほか、町域の北東部（現在の三丁目）にも生活道路と家が新たに増え始めた。1968年（昭和43年）の勝田台駅の開設によって市街化が進み、北口は新設されなかったものの現在の区画とほぼ同じ状態となり、台町自治会（西部）及び栄町町会（東部）が起立。北口開設、1996年（平成8年）の東葉高速鉄道開通を経て現在に至る。なお、勝田台北は、台町自治会、栄町町会を併せた区域とほぼ同一の区域を以て起立した町である。
町域は、1981年（昭和56年）以前より八千代市によって住居表示を実施すべき市街地の区域として指定され、隣接する2地域（現在の勝田台南及び下市場一・二丁目）と共に住居表示を行う予定であったが、自治会における合意がなされず行われなかった。その後も住居表示実施は議題として挙がるも、隣接区域である辺田前土地区画整理事業の進捗や、住民基本台帳の電算化事業等の関係で長らく行われず、2009年（平成21年）に地域住民を対象に行われた住民説明会等を経て、2010年（平成22年）に台町自治会、栄町町会より住居表示実施の要望書が提出され、2011年（平成23年）に勝田台北として起立した。町域の一部は1993年（平成5年）より行われている辺田前土地区画整理事業の区域に属し、地番整理施行地区として2009年（平成21年）に村上南四丁目19・20・21番地となった後、勝田台北起立時に勝田台北二丁目となっている。

### 沿革
- 1993年（平成5年） - 現町域の一部において、辺田前土地区画整理事業施行。
- 2009年（平成21年）
  - 3月20日 - 辺田前土地区画整理事業区域が、町名地番整理により村上南四丁目となる。
  - 12月 -  住居表示実施について住民説明会が行われる。
- 2010年（平成22年）3月4日 - 台町自治会、栄町町会より八千代市に住居表示実施の要望書が提出される。
- 2011年（平成23年）10月8日 - 住居表示実施。大字村上、村上南四丁目、大字勝田・大字上高野の各一部、大字下市場の全域より勝田台北一丁目から三丁目が成立。

## 交通

### 鉄道
- 京成本線 - 町域の南端を通っており、町域の境目である勝田台に勝田台駅が所在する。
- 東葉高速鉄道 - 町域を南北に通っており、一丁目に駅が所在する。

### 道路
- 国道296号（成田街道）

## 世帯数と人口
2017年（平成29年）10月31日現在の世帯数と人口は以下の通りである。
| 丁目           | 世帯数    | 人口    |
| -------------- | --------- | ------- |
| 勝田台北一丁目 | 563世帯   | 1,092人 |
| 勝田台北二丁目 | 702世帯   | 1,632人 |
| 勝田台北三丁目 | 610世帯   | 1,175人 |
| 計             | 1,875世帯 | 3,899人 |

## 小・中学校の学区
市立小・中学校に通う場合、学区は以下の通りとなる。
| 丁目           | 番地 | 小学校                 | 中学校                 |
| -------------- | ---- | ---------------------- | ---------------------- |
| 勝田台北一丁目 | 全域 | 八千代市立勝田台小学校 | 八千代市立勝田台中学校 |
| 勝田台北二丁目 | 全域 | 八千代市立勝田台小学校 | 八千代市立勝田台中学校 |
| 勝田台北三丁目 | 全域 | 八千代市立勝田台小学校 | 八千代市立勝田台中学校 |

## 施設
- みずほ銀行 勝田台支店
- 台町稲荷神社
- 台町公会堂
- 栄町公会堂
- 台町公園
- 栄町公園
- 黒沢池上公園
- 黒沢池上第三公園
- 沖塚前公園